# Карен Карагулян
Карен Карагулян (вірм. Կարեն Կարագուլյան; нар. 1969, Єреван, Вірменська РСР) — американський актор вірменського походження, продюсер і сценарист.

## Біографія
Народився 1969 року в Єревані. У 18 років вступив до інституту на спеціальність «Економіка та організація сільського господарства».
Того ж року ухвалили закон, за яким студентів почали забирати до армії. Карагулян відслужив два роки під Ленінградом. Після служби повернувся до Єревану, і 1990 року емігрував до США.
З раннього віку виявляв інтерес до мистецтва та театру, займався у місцевих театральних гуртках. Спочатку працював у різних сферах, щоб забезпечити сім'ю, і навіть не замислювався про кар'єру у кіно. Попри це, любов до мистецтва залишалася з ним протягом усього життя.

## Кар'єра
Кар'єру в кіно розпочав у середині 1990-х років. Першим кроком стало випадкове знайомство зі студентами Нью-Йоркської кіношколи, серед яких був Шон Бейкер.
Друг Карена запропонував йому знятися у навчальному фільмі у ролі роль пакистанця. Цей проєкт зайняв посів перше місце в конкурсній програмі кіношколи, а Шон Бейкер, який брав участь у фільмі, помітив талант Карагуляна.
1995 року Бейкер запросив Карагуляна на знімання свого фільму «Слова з чотирьох літер» (2000), де він зіграв продавця на заправці. Хоча роль була невеликою, сцена справила сильне враження на режисера. Це надихнуло Бейкера писати ролі спеціально для Карагуляна у своїх наступних фільмах. Надалі він брав участь у кількох фільмах Бейкера, зокрема «Навинос» (2004) та «Принц Бродвею» (2008), де виконав роль крамаря Левона.
Знаковим моментом у кар'єрі стала стрічка «Мандарин» (2015), у якій Карагулян виступив не лише як актор, а й як продюсер, займаючись підбором акторів, написанням діалогів і перекладом субтитрів. Його природність у цих роботах зробили його затребуваним у незалежному кіно.
2024 року знявся у фільмі Шона Бейкера «Анора», дія якого розгортається на Брайтон-Біч. Щодо історії фільму, сам Карен пояснив процес створення кінокартини: «Ми почали писати історію разом 2009 року — це було схоже на історію про приятелів, яка відбувається на Брайтон-Біч. І ми намагалися її зняти, але не могли отримати фінансування. Кілька років потому він подзвонив мені і сказав, що написав сценарій, який хоче, щоб я прочитав, і він надіслав мені „Анору“. Я був у захваті від того, наскільки добре написано, наскільки проникливим є цей сценарій. Я закохався у нього. І, звичайно, ми завжди спілкувалися з приводу імен персонажів, місць, вірменських діалогів чи російських діалогів».
Фільм став знаковим у кар'єрі Карагуляна, оскільки, хоча до «Анори» він роздумував про можливий вихід з акторства, успіх цього проєкту привернув до нього підвищену увагу і пожвавив кар'єру. У фільмі також зіграли Майкі Медісон, Марк Ейдельштейн, Юрій Борисов, Ваче Товмасян й Олексій Серебряков. Прем'єра фільму відбулася 21 травня 2024 року на Каннському кінофестивалі, де він отримав «Золоту пальмову гілку» і став фаворитом у перегонах за премію «Оскар».
Карагулян був номінований на премію «Незалежний дух» за найкращу чоловічу роль другого плану за роль в «Анорі».
У січні 2025 року Американська Гільдія кіноакторів номінувала акторський склад фільму «Анора» на премію у категорії «Найкращий акторський склад».

## Фільмографія
| Рік  |    | Українська назва       | Оригінальна назва             | Роль               |
| ---- | -- | ---------------------- | ----------------------------- | ------------------ |
| 2000 | ф  | Слова з чотирьох літер | Four Letter Words             | Заправщик          |
| 2004 | ф  | Навинос                | Take Out                      | Курка чи яловичина |
| 2008 | ф  | Принц Бродвею          | Prince of Broadway            | Левон              |
| 2012 | ф  | Старлетка              | Starlet                       | Араш               |
| 2014 | ф  | Ріка основ             | River of Fundament            | Платер             |
| 2014 | ф  | Велкам хом             | Velkam khom                   | Бабкен             |
| 2015 | ф  | Мандарин               | Tangerine                     | Размик             |
| 2016 | ф  | Ділема Тома            | Tom's Dilemma                 | Френкі             |
| 2017 | ф  | Проєкт «Флорида»       | The Florida Project           | Нарек              |
| 2017 | кф | Обломки                | Debris                        | Тадевос            |
| 2019 | кф | Ця земля               | This Land                     | Азат               |
| 2020 | кф |                        | American 11                   | Рамзан             |
| 2021 | кф |                        | Khaite FW21                   |                    |
| 2021 | ф  | Червона ракета         | Red Rocket                    | Араш               |
| 2023 | кф | Мʼясоїдна тварина      | Carnivore                     | Армен              |
| 2024 | ф  | Анора                  | Anora                         | Торос              |
| 2026 | ф  | Пригоди Кліффа Бута    | The Adventures of Cliff Booth |                    |

## Нагороди та номінації
| Рік  | Нагорода                   | Категорія                     | Робота  | Результат |
| ---- | -------------------------- | ----------------------------- | ------- | --------- |
| 2025 | Незалежний дух             | Найкращий актор другого плану | «Анора» | Номінація |
| 2025 | Премія Гільдії кіноакторів | Найкращий акторський склад    | «Анора» | Номінація |